# Nicéphore II de Constantinople
Pour les articles homonymes, voir Nicéphore II.
Nicéphore II de Constantinople (en grec : Νικηφόρος Β΄) est patriarche de Constantinople de 1260 au 25 juillet 1261.

## Biographie
Il est métropolite d'Éphèse puis devient patriarche à l'abdication d'Arsène Autorianos en 1260 malgré l'opposition des évêques de Sardes et de Thessalonique. Finalement, il est remplacé par son prédécesseur le 25 juillet 1261, date de la reprise de Constantinople.
Son patriarcat n'a été marqué par aucun évènement.